# Futbolayin Akumb Erevan
Il Football Club Erevan (armeno: «Երևան» Ֆուտբոլային Ակումբ) è stata una società di calcio armena con sede nella capitale Erevan.
La squadra venne fondata nel 1995 e visse per soli cinque anni, durante i quali ebbe comunque l'occasione di iscrivere il proprio nome nell'albo d'oro del campionato nazionale, nel 1997. La società venne sciolta poco prima dell'inizio della stagione 2000, ed i giocatori si sparsero per le altre squadre della capitale Erevan.
Il 13 luglio 2018, la federazione armena ha annunciato il ritorno al calcio professionistico dell'Erevan, con l'iscrizione della squadra alla seconda serie. Dopo aver ottenuto la promozione al termine della stagione 2018-2019, nel corso della successiva stagione in massima serie annuncia il ritiro dal campionato per problemi finanziari.
Nella sua storia vanta anche una finale di Coppa d'Armenia, nel 1998 contro il Tsement Ararat, persa 3-1, e tre partecipazioni alle coppe europee.

## Palmarès

### Competizioni nazionali
- Campionato armeno: 1

1997

### Altri piazzamenti
- Campionato armeno:

Terzo posto: 1995-1996, 1996-1997, 1998
- Coppa d'Armenia:

Finalista: 1998
Semifinalista: 1996-1997, 1999

## Statistiche e record

### Statistiche nelle competizioni UEFA
Tabella aggiornata alla fine della stagione 2019-2020.
| Competizione                  | Partecipazioni | G | V | N | P | RF | RS |
| ----------------------------- | -------------- | - | - | - | - | -- | -- |
| UEFA Champions League         | 1              | 2 | 0 | 0 | 2 | 0  | 5  |
| Coppa UEFA/UEFA Europa League | 2              | 4 | 0 | 0 | 4 | 2  | 12 |

### Risultati nelle competizioni UEFA per club
| Stagione | Torneo                | Turno          | Nazione              | Club                  | Andata | Ritorno | Totale |
| -------- | --------------------- | -------------- | -------------------- | --------------------- | ------ | ------- | ------ |
| 1997-98  | Coppa UEFA            | 1° preliminare | Ucraina (bandiera)   | Dnipro Dnipropetrovsk | 1-6    | 0-2     | 1-8    |
| 1998-99  | UEFA Champions League | 1° preliminare | Finlandia (bandiera) | HJK Helsinki          | 0-2    | 0-3     | 0-5    |
| 1999-00  | Coppa UEFA            | 1° preliminare | Israele (bandiera)   | Hapoel Tel Aviv FC    | 0-2    | 1-2     | 1-4    |